# Friedrich Lösel
Friedrich Lösel (* 1945) ist ein deutscher Psychologe und Kriminologe und emeritierter Professor für Psychologie und Kriminologie. Er wurde mit zahlreichen internationalen Preisen ausgezeichnet, unter anderem für sein Lebenswerk.

## Leben und Werk
Friedrich Lösel war von 1987 bis 2011 Professor am Institut für Psychologie der Friedrich-Alexander-Universität Erlangen-Nürnberg (FAU) sowie Direktor des Kriminologischen Instituts der University of Cambridge, UK, von 2005 bis 2012. Davor war er als Professor für Psychologie an der Universität Bielefeld tätig. Er ist Seniorprofessor für Rechtspsychologie an der Psychologischen Hochschule Berlin (PHB).
Lösel forschte zu Ursachen und Entwicklungen des Hooliganismus im deutschen und europäischen Vergleich, zu gewalttätigem und gewaltfreiem Konfliktlösungsverhalten in der frühen Jugend, zur Vermeidung von Untersuchungshaft bei Jugendlichen und über die Behandlung von Straftätern im Strafvollzug und in Sozialtherapie. Zudem war er federführend bei einem Resilienzprojekt in Erlangen und Bielefeld, bei dem Schutzfaktoren bestimmt wurden, die eine psychisch gesunde Entwicklung von Jugendlichen aus dem Multiproblem-Milieu fördern. Von 2017 bis 2019 leitete er ein Teilprojekt des von der Europäischen Union geförderten PROTON Projekts zur Erforschung von organisiertem Verbrechen und Terrorismus, in dem unter anderem Risiko- und Schutzfaktoren extremistischer Radikalisierung untersucht wurden. Von 2017 bis 2021 war er Leiter eines Evaluationsprojekts zur Behandlung von Sexualstraftätern im bayerischen Strafvollzug an der FAU Erlangen-Nürnberg, finanziert vom bayerischen Justizministerium. Er publizierte über 400 Zeitschriftenartikel und Buchkapitel und ist Herausgeber und Autor von mehr als 30 Büchern, Themenheften und Forschungsberichten.
Er fungierte als Mitglied in verschiedenen nationalen und internationalen Gremien, unter anderem in der Gewaltkommission der Bundesregierung, als Präsident der European Association of Psychology and Law (EAPL), als Präsident der Kriminologischen Gesellschaft und als Mitglied der Expertengruppe der Bundeskanzlerin im Dialog über Deutschlands Zukunft.
Friedrich Lösel lebt in Nürnberg und Cambridge.

## Auszeichnungen
- 2019:  Beccaria Gold Medal for outstanding achievements in Criminology[5]
- 2015: Jerry Lee Lifetime Achievement Award of the Division of Experimental Criminology[6]
- 2006: Deutscher Psychologie Preis der Deutschen Gesellschaft für Psychologie (DGPs)[7]
- 2006: Stockholm Prize in Criminology[8]
- 2002: Sellin-Glueck-Award der American Society of Criminology[9]
- 2001: Outstanding Lifetime Achievement of the European Association of Psychology and Law[10]